# Столяр, Надежда Геннадьевна
Надежда Геннадьевна Столяр (род. 11 января 1996 года, Барановичи) — белорусская волейболистка, центральная блокирующая.Мастер спорта Республики Беларусь международного класса

## Биография
Родилась 11 января 1996 года в Барановичах.
В 2013 году в паре с Валерией Бабенко стала чемпионкой Беларуси по пляжному волейболу.
Выступала за команды «Атлант» и «Минчанка».
С 2018 года выступает в составе сборной Беларуси, принимала участие в чемпионатах Европы 2019 и 2021 годов.

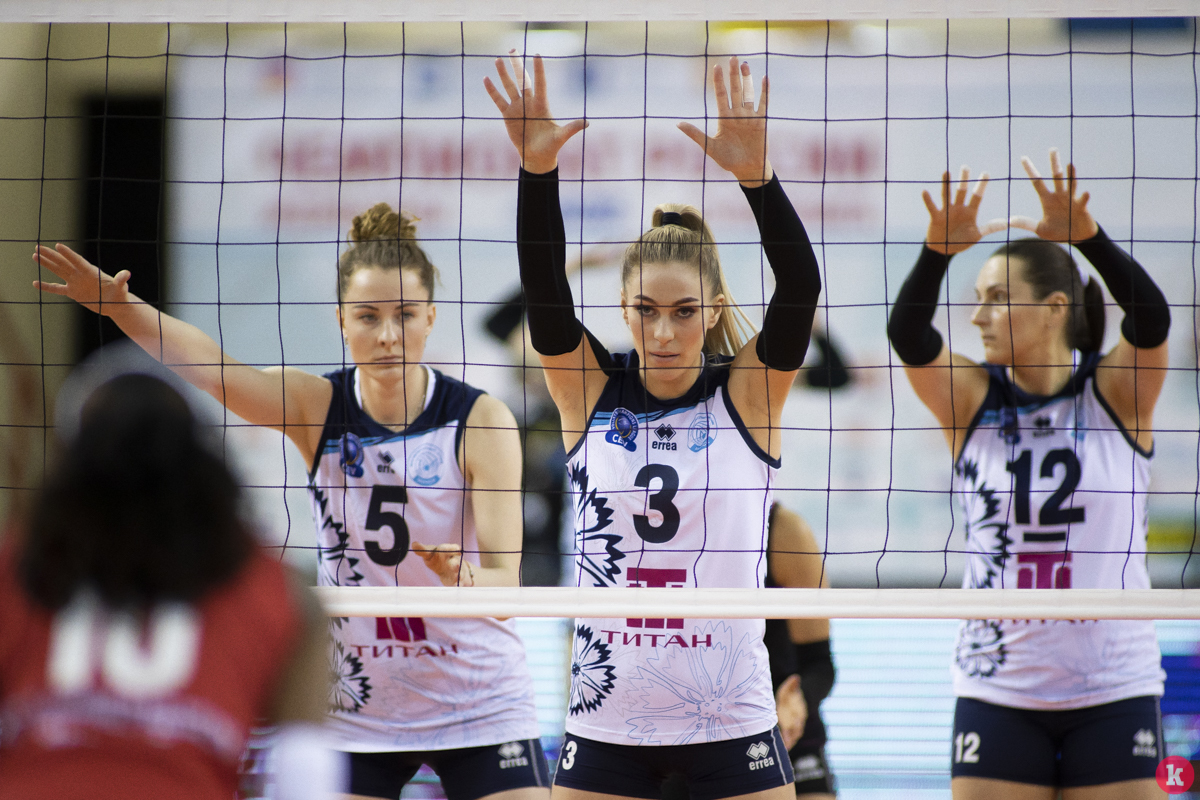
16 марта 2019 года. Калининград. Богдана Анисова, Надежда Столяр и Оксана Ковальчук в матче чемпионата России против «Локомотива»

## Достижения
- Чемпионка Беларуси по пляжному волейболу (2013)

### С клубами
- Серебряный призёр Кубка Европейской конфедерации волейбола (2018)
- 9-кратная чемпионка Беларуси (2017, 2018, 2019, 2020, 2021, 2022, 2023, 2024, 2025).
- 6-кратный обладатель Кубка Беларуси (2017, 2018, 2019, 2020, 2023, 2024)